# Manoel França Campos
Manuel França Campos foi um político brasileiro do estado de Minas Gerais. Foi eleito deputado estadual em Minas Gerais pelo PSD para a 2ª legislatura (1951 - 1955).
França Campos foi também deputado federal por Minas Gerais, sendo subscritor do projeto da transferência da capital para Brasília. Nessa época escreveu o livro “Brasília Terceiro Marco”, afirmando em sua obra que o primeiro marco da história foi a descoberta do Brasil, o segundo a independência e o terceiro a criação de Brasília.
Manuel França Campos foi Membro do Conselho Administrativo da Caixa Econômica Federal do Estado de Minas Gerais e exerceu a função de Presidente do mesmo